# Pánormos (ort i Grekland, Sydegeiska öarna)
Pánormos är en ort i Grekland.   Den ligger i prefekturen Kykladerna och regionen Sydegeiska öarna, i den sydöstra delen av landet, 120 km öster om huvudstaden Aten. Pánormos ligger 108 meter över havet och antalet invånare är 679. Den ligger på ön Nísos Tínos.
Terrängen runt Pánormos är varierad. Havet är nära Pánormos västerut. Närmaste större samhälle är Tinos, 15,6 km sydost om Pánormos. 